# Xã Wakefield, Quận Stearns, Minnesota
Xã Wakefield (tiếng Anh: Wakefield Township) là một xã thuộc quận Stearns, tiểu bang Minnesota, Hoa Kỳ. Năm 2010, dân số của xã này là 2.756 người.